# Seida
Seida (nordsamiska: Sieiddá, kvänska: Seita) är en ort i Tana kommun i Finnmark fylke i norra Norge. Orten ligger vid fylkesväg 890, på östra sidan av Tana älv.